# 353-тя піхотна дивізія (Третій Рейх)
353-тя піхотна дивізія (Третій Рейх) (нім. 353. Infanterie-Division) — піхотна дивізія Вермахту, що входила до складу німецьких сухопутних військ у роки Другої світової війни.

## Історія з'єднання
353-тя піхотна дивізія була сформована 5 листопада 1943 року як дивізія 21-ї хвилі мобілізації вермахту на території Бретані за наказом командувача 7-ї польової армії з особового складу розформованої 328-ї піхотної дивізії, знищеної під час боїв на Східному фронті. 353-тя піхотна дивізія спочатку складалася з 941-го, 942-го і 943-го гренадерських полків, 353-го фузилерного батальйону дивізії, 353-го артилерійського полку та дивізійних частин і підрозділів забезпечення та підтримки. Кожен з гренадерських полків спочатку складався з двох батальйонів. Гренадерські полки, з яких були зібрані батальйони, були 548-м і 569-м (раніше 328-ма піхотна дивізія), 754-м і 755-м (раніше 334-та піхотна дивізія), 581-м (раніше 306-та піхотна дивізія) і 671-м (раніше 371-ша піхотна дивізія) гренадерськими полками. Першим командиром дивізії був генерал-лейтенант Пауль Мальманн.
Дивізія була розгорнута для берегової оборони в Бретані у складі 7-ї армії. З метою недопущення мобільності дивізії — вона перебувала у прямому підпорядкуванні головнокомандувача військ «Захід» в ролі стратегічного резерву — з'єднанню не визначалася конкретна прибережна смуга, але частини дивізії використовувалися для посилення інших ділянок у разі необхідності. Це було зроблено таким чином, щоб ці частини можна було вивести без попередньої заміни іншими силами. У січні 1944 року 353-й артилерійський полк зайняв вогневі позиції, які дозволяли вести вогонь в разі висадки ворожого морського десанту. Артилерійський дивізіон, розміщений на правому фланзі, був розташований приблизно за 50 кілометрів на схід від Морле, тоді як дивізіон, розміщений на лівому фланзі, був розташований в бухті Дуарнене.
Після висадки 6 червня 1944 року (операція «Нептун») військ союзників на територію Франції 353-тя піхотна дивізія активно діяла на щойно відновленому Західному фронті. У липні Мальманна змінив на посаді командира дивізії Еріх Мюллер. У серпні 1944 року дивізія опинилася в пастці у Фалезькому мішку разом із більшою частиною 7-ї армії. Тут підрозділи дивізії билися у складі LXXXIV армійського корпусу генерала Дітріха фон Хольтіца разом із 243-ю та 275-ю піхотними дивізіями, 2-ю та 17-ю танковими дивізіями СС, Навчальною танковою дивізією, 5-ю та 91-ю авіапольовими дивізіями Люфтваффе.
Залишки дивізії були оновлені поблизу Тріра в листопаді 1944 року шляхом додавання XX польового батальйону Люфтваффе, батальйону «Гартен», 313-го резервного/навчального батальйону, 547-го батальйону безпеки і батальйону Landesschützen II./12 як нового фузилерного батальйону дивізії.
З грудня 1944 по січень 1945 року 353-тя піхотна дивізія діяла у складі LXXXI армійського корпусу, обороняючись в укріпленнях лінії «Зігфріда», де 2 грудня вона здійснила велику контратаку, яку врешті-решт ледве відбили американці, головним чином завдяки своій артилерії.
Зрештою 353-тя піхотна дивізія опинилася в пастці в Рурському мішку, звідки приблизно у квітні 1945 року особовий склад переважно потрапив в американський полон.

## Райони бойових дій
- Франція (листопад 1943 — грудень 1944)
- Німеччина (грудень 1944 — квітень 1945)

## Командування

### Командири
- генерал-лейтенант Пауль Мальманн (20 листопада 1943 — липень 1944)
- генерал-майор Еріх Мюллер (нім. Erich Müller) (липень — серпень 1944)
- оберст Тім (нім. Thieme) (серпень 1944)
- генерал-лейтенант Пауль Мальманн (серпень 1944 — 15 лютого 1945)
- оберст Курт Гуммель (нім. Kurt Hummel) (15 лютого — 21 квітня 1945)

### Підпорядкованість
| Час       | Корпус      | Армія | Група армій (округ) | Штаб           |
| --------- | ----------- | ----- | ------------------- | -------------- |
| 1943      |             |       |                     |                |
| листопад  | LXXIV ак    | 7 А   | Група армій «D»     | Бретань        |
| 1944      |             |       |                     |                |
| січень    | LXXIV ак    | 7 А   | Група армій «D»     | Бретань        |
| березень  | XXV ак      | 7 А   | Група армій «D»     | Бретань        |
| травень   | XXV ак      | 7 А   | Група армій «B»     | Бретань        |
| червень   | LXXIV ак    | 7 А   | Група армій «B»     | Кемпер/Сужеаль |
| липень    | LXXXIV ак   | 7 А   | Група армій «B»     | Нормандія      |
| 18 серпня | II пк       | 7 А   | Група армій «B»     | Сен-Ло         |
| серпень   | LXXXI ак    | 5 ТА  | Група армій «B»     | Бельгія        |
| вересень  | LXXXVIII ак | 1 ПА  | Група армій «B»     | Маастріхт      |
| жовтень   | LXXX ак     | 7 А   | Група армій «B»     | Трір           |
| листопад  | LXXX ак     | 7 А   | Група армій «B»     | Меннінген      |
| 1944      |             |       |                     |                |
| січень    | LXXXI ак    | 15 А  | Група армій «B»     | Гладбах        |
| лютий     | LVIII тк    | 15 А  | Група армій «B»     | Дюрен          |
| квітень   | LVIII тк    | 5 ТА  | Група армій «B»     | Рейн           |

### Склад
| 1944                                   |
| -------------------------------------- |
| 941-й гренадерський полк               |
| 942-й гренадерський полк               |
| 943-й гренадерський полк               |
| 353-й артилерійський полк              |
| 353-й фузилерний батальйон             |
| 353-й протитанковий дивізіон           |
| 353-й інженерний батальйон             |
| 353-й запасний батальйон               |
| 353-й дивізійний батальйон зв'язку     |
| 353-тє дивізійне управління постачання |